# Qシリーズ (小説)
『Qシリーズ』（キューシリーズ）は、松岡圭祐による日本の推理小説のシリーズ。角川文庫および講談社文庫レーベルから刊行。表紙イラストは清原紘（ただし、『万能鑑定士Qの事件簿0』『特等添乗員αの難事件VI』を除く）。
Qシリーズとして、第一部『万能鑑定士Qの事件簿』（ばんのうかんていしキューのじけんぼ、Case Files of All-Round Appraiser Q）、第二部『万能鑑定士Qの推理劇』（ばんのうかんていしキューのすいりげき、The Mystery Featuring of All-Round Appraiser Q）、短篇集である『万能鑑定士Qの短編集』（ばんのうかんていしキューのたんぺんしゅう、Story Collection of All-Round Appraiser Q）が刊行されている。
なお姉妹編にαシリーズ『特等添乗員αの難事件』（とくとうてんじょういんアルファのなんじけん、Puzzling Cases of Deluxe-Tour Conductor α）が刊行されており、本項で述べる。

## 概要
キャッチフレーズは「面白くて知恵がつく 人の死なないミステリ」。そのキャッチの通り、シリーズを通し一件も殺人事件がなく、物語中では自然死も描かれない。
私立探偵や刑事でないフリーランスの職業、若く美人だが天然系の女性が広範な知識を武器に、少々頼りない男性助手と共に「人の死なないミステリ」を解決していきつつ、恋模様も描かれるライトミステリ・シリーズという特徴において、三上延『ビブリア古書堂の事件手帖』シリーズや西尾維新『掟上今日子の備忘録』シリーズなどの先駆けとなった。
刊行は極めてハイペースで、第1部『万能鑑定士Qの事件簿』が2010年4月から2011年10月にかけて、角川文庫から書き下ろしで全12巻が連続刊行された。引き続いて2011年12月より第2部『万能鑑定士Qの推理劇』、2012年2月より姉妹篇シリーズ『特等添乗員αの難事件』シリーズの刊行が開始された。以後、文庫版ファンブックである『万能鑑定士Qの攻略本』、『万能鑑定士Qの短編集』を含み、隔月ペースにて刊行されている。『万能鑑定士Qの推理劇』は2013年8月のIVで完結し、2013年11月以降は『万能鑑定士Qの探偵譚』『万能鑑定士Qの謎解き』と独立したタイトルでシリーズが継続している。
映画化を機に隔月ペースでの刊行が停止、予定されていた次回作が発売延期となり、別シリーズの『探偵の探偵』が講談社から刊行されるようになった。2016年春、講談社文庫の『探偵の探偵』シリーズとクロスオーバーした『探偵の鑑定』が刊行された。このクロスオーバー作をもって『探偵の探偵』シリーズは完結、その続編として2016年8月『万能鑑定士Qの最終巻 ムンクの〈叫び〉』でQシリーズも完結となった。松岡作品での明確なシリーズ完結は『探偵の探偵』シリーズ、Qシリーズが初となった。ただし、その後に後述の通り『万能鑑定士Qの事件簿0』が刊行されている。
また、『écriture 新人作家・杉浦李奈の推論』シリーズにはQシリーズの主人公・莉子が登場しており特にⅤ巻では表紙イラストで同作主人公の李奈よりも莉子の方が大きく描かれるなど、事実上のクロスオーバー作品となっている。
第1部『事件簿』篇の1・2巻のみ1つのエピソードの上下巻で、同3巻以降は1話完結である。以後、巻数表示は便宜上アラビア数字を用いる。第1部は刊行開始1年で累計200万部を突破した。
2014年5月31日、全国東宝系公開で映画化された。題名は『万能鑑定士Q -モナ・リザの瞳-』。出演は凜田莉子役に綾瀬はるか、小笠原悠斗役に松坂桃李 。監督は佐藤信介。詳細は後述。
漫画化作品として、『ヤングエース』2013年2月号より『万能鑑定士Qの事件簿』、『月刊Asuka』2014年4月号より『特等添乗員αの難事件』が連載された（両誌とも角川書店刊）。
ブックウォーカー大賞2014文芸賞受賞、ブックリスタ年間ランキング2014小説部門1位。
平成27年（2015年）度金沢工業大学入試において、国語の長文読解に『万能鑑定士Qの事件簿I』が採用された。
原作小説版がタイ、韓国、台湾、中国で、コミック版がフランス、タイ、韓国、台湾で翻訳出版されている。
少年サンデーコミックス『名探偵コナン』91巻の名探偵図鑑に本作の凜田莉子が紹介された。
2016年5月時点で「万能鑑定士Q」シリーズの累計部数は450万部を突破している。
2017年1月、第2回吉川英治文庫賞最終候補作に選出された。
2017年4月、アニメ情報サイト『アニメ！アニメ！』の『アニメ化してほしいライトノベル・小説は？』アンケートで10位に選出。
2020年7月、シリーズ10周年を記念し『万能鑑定士Qの事件簿0(ゼロ)』刊行。これにより事件簿シリーズは全13巻になる。
2021年2月『特等添乗員αの難事件VI』で7年ぶりにαシリーズが再開した。舞台設定は前作までと同様に「現代」ではあるが、劇中で前作から7年経過している訳ではない。

## あらすじ

### 万能鑑定士Q
沖縄の波照間島に育ち、高校までは万年学年最下位だった天然の美少女・凜田莉子（りんだ りこ）が、上京をきっかけにその奔放な感受性を生かした勉強法を伝授され、たちまち広範囲の知識を身につけてディスカウントショップ買い取りコーナーの花形鑑定員となる。そして20歳で独立し、「万能鑑定士Q」なる店を持つ。やがて23歳になった莉子は、高度な「ロジカル・シンキング（論理的思考）」を駆使し、店に持ち込まれる多種多様な依頼品の鑑定を発端として事件解決に乗り出す。

### 特等添乗員α
若きエリート官僚の壱条那沖は、厚労省食品安全部にて犯罪の検挙に失敗し、観光庁へ異動となった。 観光庁の業務で添乗員派遣会社「クオンタム」の視察の際、とんでもなくドジで物を知らない21歳のニート、浅倉絢奈と出会う。彼女は入社試験のためにクオンタムを訪ねていたのだが、当然ながら落とされてしまう。ヤケ酒を食らっていたバーで、絢奈は壱条と再会した。壱条は絢奈に秘めたる才能があると気づく。それは、彼の家庭教師兼運転手の老紳士、能登厦人がほのめかした「ラテラル・シンキング（水平思考）」という思考法だった。壱条の図らいで能登から教育を受けた絢奈は、クオンタムへの入社を果たし、添乗員資格を取得するに至る。人気の添乗員となった絢奈であるが、ツアー見出しの“人気添乗員”の後ろに付ける添乗員個人を示すアルファベットが残っていなく、ワンランク上の添乗員であると示すよう、“特等添乗員α”と広告されるのであった。

## 作品の特徴

レオナルド・ダ・ヴィンチの『モナ・リザ』

- 2008年前後にネットで話題になった力士シール事件や波照間島の水不足、モナ・リザの瞳の中の文字、そして太陽の塔の内部再公開など、現実の世界で話題となっている少し風変わりな事象を発端とする構成が特徴である。
- 原則的に、刊行時が物語の中でも「現在」と設定されていて、2010年12月25日に刊行された『事件簿』7巻は、同日閉店になった西武百貨店有楽町店の閉店セールの模様が描かれている。また2011年4月23日発売の『事件簿』9巻は、その1か月前に起きたばかりの東日本大震災後の設定になっていた。『推理劇』1巻においてもこの形式は継続されており、刊行時期の時事ネタ、芸能ネタなどが盛り込まれる[注 3]。
- 『事件簿』2巻は東日本大震災の1年前に発売されたが、作中の偽札大量発生に端を発するハイパーインフレ騒動により、経済産業省の記者会見において東京電力が計画停電に踏み切るという発表がある過程や、政府の混乱、ガソリンの売り切れと価格高騰、都心のJR駅に長蛇の列が出来るなど、震災直後の都心部の事象にそっくりな描写が頻出する。
- 「人の死なないミステリ」であるため、探偵ものにありがちな「主人公の知り合いの刑事」が、捜査一課（殺人など）ではなく知能犯捜査係の警部補と設定されている。
- 『事件簿』1巻と2巻のハイパーインフレ騒動は、刊行時2010年4月の鳩山由紀夫内閣への風刺である[注 4]。マネタリーベースを見誤る稚拙なミスは官僚とのパイプが出来ていなかった同政権のシミュレーションであり、以後の自民党政権における政治経済状況とは異なる。
- 主要登場人物が版元である角川書店社員（『週刊角川』記者）に設定されているのをはじめ、マスコミ各社、企業ブランドなど実名が頻出する（ライター・ブックカウンセラーの三浦天紗子は、本作における角川社内の描写はかなりリアルで「関係者は苦笑するかもしれない」と評している）。
- 章ごとに人物の視点が変わる一人称的三人称（『莉子は思った。わたしは……』という、人物の視点を定めながらも主語は原則的に三人称だが、内面の描写に入ると一人称になる）で、臨場感に溢れた読みやすいテンポの良い文体で綴られている。『事件簿』1巻のみ時系列が前後する構成を採っているが、2巻以降は原則的に時系列順に物語が綴られる執筆形式である。
- Qシリーズ、αシリーズ併せて2012年6月の『難事件2』までは全巻が288ページで統一されていた。例外的な『攻略本』を挟み、同年10月の『短編集1』以降は全巻318ページとなった。『探偵譚』ではシリーズ最長の414ページとなった[注 5]。
- 松岡の他の作品との繋がりが多く、姉妹書のαシリーズ、『探偵の鑑定』でクロスオーバーを展開した『探偵の探偵』シリーズのみならず、『水鏡推理』シリーズや『グアムの探偵』シリーズ、『催眠』シリーズなどの登場人物や設定が登場するエピソードが数多く存在する。

## 登場人物

### 万能鑑定士Q（登場人物）
凜田 莉子（りんだ りこ）
今作品の主人公。身長159cmで体重は47kg。2011年12月末日時点で23歳。(『事件簿0』では22歳)。緩いウェーブのロングヘア、猫のように大きく円らな瞳を持ち、モデルのように長い手足を持つ美女。巻が進む毎に美しさには磨きがかかり、一度会ったら永遠に忘れない美貌の持ち主となっている。
飯田橋の神田川沿いにある雑居ビルの1階に、「万能鑑定士Q」の店を構える鑑定家。「鑑定士」はあくまで屋号であり、本人は特別な資格を持っているわけではないが、絵画、骨董、宝石、ブランドは勿論、漫画や映画など広いジャンルの事柄について即座に鑑定するだけの知識、能力を有している。他にも地域情報にも詳しく、一枚の写真の些細な情報から写された地名を特定するなどの知識も披露した。高度な論理的思考（ロジカル・シンキング）法を駆使する。
沖縄の波照間島出身。石垣島の八重山高校時代は教師が頭を抱える程の劣等生で、体育・音楽・美術以外はオール1の万年最下位学生だったが、本人はその事を全く気にかけない底抜けに明るい性格だった。
島の独居老人の家々をまわり、話し相手や、お買い物の手伝いなどを、誰に頼まれたわけでもなく行っていたため、莉子のその優しい心根は島民に知れ渡っており、とても愛されていた。前出の劣等ぶりを理由に、莉子が虐められそうになった時は、「莉子の優しさが解からない奴は、島の人間でもなければ、俺の子でもない」と、いじめっ子がその親から絶縁を申し渡されるほどであった。
高校卒業(2006年)後、島民の暮らしの改善を夢見ながら何の当てもないまま上京。しかし一般常識・知識のなさから就職活動が難航し、生活に困窮し始めた頃に瀬戸内陸と出会う。彼から豊かな感受性を生かしたさまざまな勉強法を伝授されたことで、「賢く」なることに成功する。瀬戸内の経営するリサイクルショップ「チープグッズ」で働きながら鑑定士に必要な知識を身に付けたのち、彼の支援により20歳で独立し、『万能鑑定士Q』の主人となる。非常に感受性が強く、涙もろい。鑑定の依頼人や関係者に感情移入する事もしばしばあり、その真情が犯罪者を改心させる事もある。
怖がりな一面もあり、オカルト的な事象は信じてはいないが、かなりの苦手。子供の頃、UMAの噂を雑誌で読んで恐怖した。
恋愛感情にはかなり疎く、小笠原をはじめ多くの男性から好意を寄せられているが、本人は気づいていないことが多い。高校時代、そして20歳の時に淡い恋愛（どちらも片思い）を経験しているが、男性と付き合ったことはない模様。しかし『事件簿』11巻以降は、徐々に小笠原と気持ちが通じ合っていく。
「凛田」と誤字表記されることが多いが、正しくは「凜田」である。この違いが事件解決の鍵になったこともある。
小笠原 悠斗（おがさわら ゆうと）
角川書店入社4年目の26歳。『週刊角川』編集部勤務の記者。力士シール事件の真相究明を編集長に命じられ、「万能鑑定士Q」を訪ねたことで莉子と知り合う。
山梨県北杜市出身で北杜市立長坂中学校卒→山梨県立北杜高等学校卒→立教大学社会学部メディア社会学科卒業。
細面で鼻が高く、『メンズノンノ』系のルックス。アオキの、安っぽい3点セットのスーツを身に付けている。腕時計だけは、親からプレゼントされた高級品のオメガ・ダイバーズウォッチ。女性心理に疎く、自覚なしで女性問題の火種を抱えそうになるタイプ（自然体で男女問わず親切にするため）。この点についてはあまりにも周囲から指摘されることもあり、最近は本人も自覚はしているらしいが、いっこうに直らない。
仕事はさほど出来ないが、スポーツは得意。角川書店の社内フットサル大会では、エース級の活躍。日本推理作家協会との親善ソフトボール大会でも、同様に活躍。
性格は良いがドジが多い。正社員の記者でありながら取材に駆り出される事は少なく、専ら取材を必要としない海外ソースの記事の日本版を書くなどデスクワークばかり。しかし凜田莉子との出会いから、彼女の解決した事件を記事にした事もありスクープに貢献、徐々に信頼を得つつある。また原稿を見てばかりいるせいで校正に慣れていて、誤字脱字については莉子以上に早く気づいて事件解決に貢献する事もある。また当初は頼りない人物として描かれていたが、巻を負うごとに男らしさが増していき、体を張った捨て身の行動で幾度となく莉子のピンチを救っている。
整理整頓の能力があるようで、映像事業局（旧大映）宣伝部の堰代課長から映画看板の管理について、是非部署内に迎えたいと待望される。しかし小笠原は記者に未練があると言って断っている。現在は社内各編集部の便利屋のように使われているが、逆にそれが彼の人脈を広げており、出版関係では莉子でも知り得ないような専門的な知識を吸収していっている。
暇を見込まれて角川書店の様々な事業に手伝いとして借り出されているため、新社屋に移転して半年で備品がどこにしまわれているか、社長室に何があるかまで把握している。宮牧からは「角川がらみで関わっていないのは角川博だけ」と揶揄されている。
西池袋三丁目の家賃8万3千円のワンルームマンションに一人暮らし。20歳の頃までは彼女がおり、詳細は不明(長坂中時代は津島瑠美と付き合っていたようだが高校時代も付き合っていたかは不明)。目下のところ彼女がおらず、莉子に想いを寄せる日々。
荻野 甲陽（おぎの こうよう）
『週刊角川』編集長。マスコミが伝えるべきは情報であるという信念のもと、アニメ誌・漫画誌などが中核である角川内でも昔気質の記者精神を見せる。
細身ながら、目つきのすわった白髪頭。編集部では水槽に熱帯魚を飼い、一人だけエグゼクティブ風のデスクと黒革椅子に収まっている。
莉子を、「美人すぎる鑑定士」としてグラビアに採用した。
小笠原にとっては頻繁に雷を落とされる怖い上司だが、空振りかスクープかの「ホームランバッター」タイプとして、内心小笠原を高く評価している。
宮牧 拓海（みやまき たくみ）
小笠原の同僚にして同期。魚眼のような大きな目をしている。小笠原の前では女性好きを隠そうとしないが、上司には露骨にへりくだる。要領がよく仕事もソツなくこなしているが、荻野からの信頼は今ひとつ。
女性アイドルグループに夢中になったりもする。
葉山 翔太（はやま しょうた）
牛込警察署知能犯捜査係警部補。髪を七三に分けたひょろりとした体格。馬面だが、刑事部屋の中ではそれなりにハンサムと呼べるルックス。しかし飄々とした態度で捉えどころがなく、相談にもいい加減に応じる癖がある。
『事件簿』篇第1巻以前、3年前に莉子が店を出したばかりの頃に、瀬戸内陸に連れられて被害届を提出しに来た莉子と出会った。その後広域指定暴力団璽北会のエメラルド密輸出事件（10巻）に絡み、警視庁の面々が万能鑑定士Qの店を訪ねる際に同行。その際大勢の専門家が在籍する店と思ったが違っていたなどと愚痴をこぼす。事件の規模が拡大し手に負えなくなり、警視庁にお株を奪われたため、事件が解決された後は莉子との再会を願わない状況だった。
以前は鎌倉の大船署に勤務していた。その頃の鑑識課員は現在も鎌倉でスナックを経営しており、葉山も時折立ち寄る。通常、地方公務員の警察官は都道府県を越える異動はないため、神奈川県警の大船署と警視庁の牛込署の経歴があるということはキャリア組であると解釈できる。
雲津という部下がいる。
宇賀神 博樹（うがじん ひろき）
警視庁捜査二課警部。猪首で大柄の男ばかりが大半を占める本庁の捜査員の中にあって、スマートで長身、品よくスーツを着こなす洒落た中年。国際詐欺犯罪専門として警察庁からの信頼も厚い。雨森華蓮の贋作事件について担当。竹富町議会が台湾での淡水化フィルターをめぐる巨額詐欺事件の被害に遭った際も、警察庁での決定を受け、ただちに八重山署に飛んだ。
牛込署の葉山とは違い、本庁の捜査本部が人選した捜査協力者、凜田莉子に対し当初から全面的な信頼を寄せている。そのため、華蓮の目には警視庁のキャリアでありながら「莉子の犬に成り下がった」ように見え、台湾事件の容疑者からは、「大物の莉子に指示を仰ぐ」側近のような人物に見られる程である。日仏両国にとっての大事件であるモナ・リザ盗難においても、犯人逮捕に駆けつけた。
瀬戸内 陸（せとうち りく）
リサイクルショップ「チープグッズ」の経営者。牧師となって恵まれない子供たちを救うのが夢で、その資金を稼ぐためにリサイクルショップを始めた。しかし経営そっちのけの人助け精神が災いし、赤字経営が続いている。
莉子の人柄と才能に気付いて勉強法を伝授し、彼女が鑑定家となる道筋を作った人物で、「万能鑑定士Q」の店舗名の名付け親でもある。しかしQを「クイーン」と読ませようとするセンスには莉子も閉口している（のちに瀬戸内本人の了承を得て「キュー」と呼ぶことが許された）。
独立後の莉子は初日から詐欺師に騙されるなど、社会人として独り立ちするには不安も多かったが、瀬戸内は諸事情からそうした海千山千のトリックを暴く知恵を得ており、これを莉子に授ける。莉子に伝授された推理法は演繹法や帰納法ではなく、論理学の対偶を活用した原因究明法で、瀬戸内は「有機的自問自答」と「無機的検証」の二段階思考と名付けている。莉子はチープグッズのパート勤務時に得た知識に加え、暗算のコツ及びこの思考法を忠実に守ることで、名探偵さながらの推理力を展開できるようになった。
娘に瀬戸内 楓がいる。
雨森 華蓮（あまもり かれん）
26歳。パンクファッションに身を固めた細身で小柄の美女だが、メイクは薄めで可愛い顔だち。海外の警察にも目をつけられている「万能贋作者」 (All-round Counterfeiter) 。
但し、莉子の愛読する漫画『ゼロ』のように万物の複製を成し遂げるmultiな贋作者というわけではなく、あくまで本質は詐欺師であり、下請工場などを騙してブランド品の複製を大量に作らせ、それを売りさばくなどの知能犯ぶりを発揮する。
莉子と同様に、腕時計を見ただけで初対面の男性の身の上や諸事情など全てを見抜いてしまう、抜群の鑑定眼を持つ。幼くして両親が蒸発した過去を持ち、逮捕を恐れず社会を挑発し続ける愉快犯的な側面もある。ライバルとみなす莉子については一目置いていて「Qちゃん」のニックネームで呼び、自身についても「華蓮」と呼び捨てにするよう指示する。敵対関係と言うよりは屈折した友情を育てている仲にあり、莉子の活躍によって逮捕された後も小笠原を通じ陰ながら知恵を貸し、莉子を助けたりする。
複製だけでなく、オリジナルの洋服の型紙を起こせるレベルのデザインセンスの持ち主でもある。
ペットの黒猫ヨゾラを可愛がっている。
受刑中、素行態度に優れ成績も良いことから岐阜の笠松刑務所に移された。『短編集』第2巻で恩赦につき刑期短縮、出所。
痩せた出っ歯の天笠絢音、太った丸眼鏡の熊切比乃香という、漫才コンビのハリセンボンそっくりの手下2名を従えている。逮捕後同じ刑務所に収監されていたが、華蓮の恩赦に伴って出所。
氷室 拓真（ひむろ たくま）
『事件簿』1巻の時点では、早稲田大学理工学部物理学科准教授。実際の学部の変更に伴い同7巻では基幹理工学部、8巻では先進理工学部応用物理学科となっている。年齢は35歳。鋭い眼つきで整った容姿だが、愛嬌も併せもつ親しみやすい性格。莉子には困難な科学鑑定などを請け負う。
西早稲田キャンパスの58号館の研究棟を拠点とする。その甘いルックスから、近くの学習院女子大学の女子大生から絶大な人気を誇り、3年前の時点でも西早稲田キャンパスの門の前でサインをせがまれたり、一緒に写真を撮るよう求められたりしていた。彼の著書『理工学術院の先進技術』はゼミを受講する学生たちではなく、そのような著者近影を目当てに買ったファンの女子大生たちによく売れていた。訪ねてきた莉子も当初はそんなファンの一人かと思って軽くあしらおうとしたが、彼女の知性の高さに驚き、ある民事裁判で証人の代理を務めることになる。
当然ながら理系についての知識は豊富だが、その生真面目さからかごく単純なトリックには気づかなかったりする。
喜屋武 友禅（きやん ゆうぜん）
莉子の高校時代の恩師。劣等生であった彼女の上京を心配しながらも、見送ってくれた。実家は宮古島。石垣島の八重山高等学校勤務。
卒業が危ぶまれていた莉子について、校長先生に「自分が責任をとる」と申し出てなんとか卒業にこぎつけたという過去がある。このため莉子の保護者代わりを自負していて、パリ旅行にも同行しようとする。
それなりにハンサムなので女生徒からは人気があり、教え子からは「キャンキャン」のあだ名で呼ばれていた。
莉子が高校3年の頃、詐欺まがいの通信教育に対し、知識の盲点（この場合は学校教育法の「学生」の定義に高校生が含まれないという事）を突いて逆転するという機転を披露。莉子は「名探偵みたい（既刊13巻現在、探偵という言葉が出てきたのはこの1回と第10巻での計2回）」と拍手するが、のちに莉子はこのやり方を得意とし犯行を暴く。それ故に莉子の探偵的技能の最初の先生ともいえる。
嵯峨 敏也（さが としや）
東京療寿会医大病院の臨床心理士。年齢は30代前半の、痩せて頬のこけた端正な顔立ちの持ち主。莉子とはある事件（4巻）をきっかけに対面し、後に心理的要因が絡む事件などでの相談役になる。小笠原も彼の連絡先を知っていて、莉子が精神面で悩んでいる際に相談を持ちかけていた。
その優れた専門的知識とカウンセラーとしての洞察力を以て、莉子の持つ清らかな精神性に即座に気付き、指摘している。逆に彼自身は莉子からの真贋で「本物」という評価を得ている。
同作者による『催眠』シリーズの主人公。

### 特等添乗員α（登場人物）
浅倉 絢奈（あさくら あやな）
Qシリーズの姉妹篇である『特等添乗員αの難事件』の主人公。先立って『万能鑑定士Qの推理劇』1巻に登場。
22歳(莉子の1歳下)。華奢だが背丈は莉子と同じくらいの美女。明るく染めたショートヘアにはリバースカールがかかり、ばっちり見開いた瞳と、通った鼻筋にアヒル口という容姿の持ち主。一見すると10代の少女と見間違う程の童顔。
西新宿にある添乗員派遣会社「クオンタム」の人気添乗員で、呼び物としたい同社社長・泉谷から「特等添乗員α」と命名される。ドーヴァー港において、ある誤解から足止めを受けていた莉子を救い、その後再会したことから知己になる。壱条に見出され、能登から修得した、莉子とは対になる「ラテラル・シンキング」という思考法を使いこなす。莉子と同じく学生時代は万年最下位の成績の持ち主だったが、こちらは更に最終学歴が中卒となっており、就職前までは引きこもりがちな生活を送っていた。性格は明るく、多人数を引率する仕事柄声が大きい。
国際的に評価され、表彰もされている優秀なCAである姉、乃愛(のあ)を誇りに思い慕う一方、姉や両親(母親は和葉(かずは))からは不肖の妹(娘)として邪険な扱いを受けるという複雑な家庭環境にあったが、壱条が激怒して一喝したこと、水平思考によって姉の窮地を救ったことなどから、関係が修復されつつある。浅倉家は、横浜線の鴨居駅が最寄り駅の3階建て住居。
αシリーズ及び『万能鑑定士Qの推理劇』2巻以降では、莉子とは気の置けない友人となっており、事態解決に向けてのアドバイスや協力も行なっている。
壱条 那沖（いちじょう なおき）
25歳→26歳。有名政治家の子息にしてキャリアのエリート官僚だが、厚労省食品安全部にて犯罪の検挙に失敗し、観光庁へ異動となった。
観光庁の業務で添乗員派遣会社「クオンタム」の視察の際、絢奈と出会う。
絢奈にラテラル・シンキングの才能を感じ、能登に絢奈の教育を頼んだ。
父は、次期総理大臣の呼び声の高い内閣官房長官(政権交代で野党になってからは「元内閣官房長官」の国会議員)の壱条凌真。母は、長年にわたり都議会議員をつとめた壱条真尋(まひろ)(56歳)。
能登 厦人（のと いえと）
壱条那沖の専属の運転手。壱条 凌真の元秘書であり、那沖の家庭教師でもあった。70代。
白髪頭に頑固そうな面持ち、明治時代の偉人を彷彿とさせるような口ひげ。燕尾服をまとい、背筋をぴんと伸ばして立つ姿は70代という年齢を感じさせない威厳を放つ。
那沖の頼みにより、絢奈に基本的な論理（高校生までの教育）、ラテラル・シンキングの使い方を教えた。
厳格で真面目な性格であるが、感情的になる面や、広い範囲のサブカルチャーに通じる一面もある。
趣味はゲームでしばしばPlayStation Vitaで遊んでいる姿が記される。
浅倉 乃愛(あさくら のあ)
浅倉絢奈の姉。日系航空会社「日本エア・インターナショナル(JAI)」の国際線キャビンアテンダント(CA)。スカイトラック社のワールド・エアライン・アワードで、3年連続で最優秀の客室乗務員として評価された。浅倉家の一家の誇り。
ストレートの美しい黒髪を持ち、モデル並みのスレンダーな体形。きりりとした目鼻立ちの端正なルックス。
儒瀬 樹里(じゅせ じゅり)
浅倉絢奈の同僚(先輩)。添乗員派遣会社「クオンタム」に所属する派遣添乗員。20代後半。「クオンタム」に所属する添乗員の中で唯一社長室への出入りを許されている。

## シリーズ一覧
「Qの事件簿」シリーズは全12巻だったが、2020年に10周年記念作「事件簿0」が刊行、全13巻となる。
|                                  | タイトル                 | 発売日              | ISBN                | 概要                                                     |                     |
| 万能鑑定士Qの事件簿              | 万能鑑定士Qの事件簿      | 万能鑑定士Qの事件簿 | 万能鑑定士Qの事件簿 | 万能鑑定士Qの事件簿                                      | 万能鑑定士Qの事件簿 |
| -------------------------------- | ------------------------ | ------------------- | ------------------- | -------------------------------------------------------- | ------------------- |
| 0                                | 万能鑑定士Q              | 2010年04月21日      | 978-4-04-874053-1   | 文庫のIとIIを四六版単行本に収録した限定本                |                     |
| 0                                | 万能鑑定士Qの事件簿 0    | 2020年07月16日      | 978-4-04-109011-4   | 10周年記念作 22歳の莉子 バンクシーと漢委奴国王印の謎     |                     |
| 1                                | 万能鑑定士Qの事件簿 I    | 2010年04月24日      | 978-4-04-383642-0   | 莉子の生い立ち                                           |                     |
| 2                                | 万能鑑定士Qの事件簿 II   | 2010年04月24日      | 978-4-04-383643-7   | 力士シールの真相とハイパーインフレ                       |                     |
| 3                                | 万能鑑定士Qの事件簿 III  | 2010年05月25日      | 978-4-04-383644-4   | 音楽プロデューサー詐欺事件                               |                     |
| 4                                | 万能鑑定士Qの事件簿 IV   | 2010年06月23日      | 978-4-04-383645-1   | 映画ポスター連続焼失事件                                 |                     |
| 5                                | 万能鑑定士Qの事件簿 V    | 2010年08月25日      | 978-4-04-383646-8   | パリを舞台とした作品                                     |                     |
| 6                                | 万能鑑定士Qの事件簿 VI   | 2010年10月25日      | 978-4-04-383647-5   | 万能贋作者 雨森華蓮登場                                  |                     |
| 7                                | 万能鑑定士Qの事件簿 VII  | 2010年12月25日      | 978-4-04-383648-2   | 女性雑誌の編集部が舞台                                   |                     |
| 8                                | 万能鑑定士Qの事件簿 VIII | 2011年02月25日      | 978-4-04-383649-9   | 台湾を舞台とした作品                                     |                     |
| 9                                | 万能鑑定士Qの事件簿 IX   | 2011年04月25日      | 978-4-04-383650-5   | 1周年記念作品 モナ・リザの謎                             |                     |
| 10                               | 万能鑑定士Qの事件簿 X    | 2011年06月23日      | 978-4-04-383651-2   | 20歳の頃の事件 IIの実質的な続編                          |                     |
| 11                               | 万能鑑定士Qの事件簿 XI   | 2011年08月25日      | 978-4-04-383652-9   | 京都を舞台にした作品                                     |                     |
| 12                               | 万能鑑定士Qの事件簿 XII  | 2011年10月25日      | 978-4-04-383653-6   | 太陽の塔の鑑定 『事件簿』篇最終作                        |                     |
|                                  | 万能鑑定士Q：全事件簿    | 2014年04月30日      |                     | 事件簿全12巻と攻略本の合本。電子書籍配信                 |                     |
| 万能鑑定士Qの推理劇              |                          |                     |                     |                                                          |                     |
| 1                                | 万能鑑定士Qの推理劇 I    | 2011年12月22日      | 978-4-04-100132-5   | 宝石鑑定トーナメント                                     |                     |
| 2                                | 万能鑑定士Qの推理劇 II   | 2012年04月25日      | 978-4-04-100172-1   | ホームズ未発表原稿の謎                                   |                     |
| 3                                | 万能鑑定士Qの推理劇 III  | 2013年04月25日      | 978-4-04-100341-1   | 華蓮の弟子を追い地中海へ                                 |                     |
| 4                                | 万能鑑定士Qの推理劇 IV   | 2013年08月24日      | 978-4-04-100607-8   | 力士シール再び 『推理劇』篇最終作 『探偵譚』へ続く       |                     |
|                                  | 推理劇全16幕             | 2015年09月01日      |                     | 推理劇全4巻、短編集2巻、探偵譚、謎解きの合本。電子書籍   |                     |
| 万能鑑定士Qの短編集              |                          |                     |                     |                                                          |                     |
| 1                                | 万能鑑定士Qの短編集 I    | 2012年10月25日      | 978-4-04-100562-0   | 代官山の質屋へ出向                                       |                     |
| 2                                | 万能鑑定士Qの短編集 II   | 2012年12月25日      | 978-4-04-100648-1   | 雨森華蓮が出所                                           |                     |
| 万能鑑定士Q 単体作品(最終三部作) |                          |                     |                     |                                                          |                     |
| 1                                | 万能鑑定士Qの探偵譚      | 2013年11月22日      | 978-4-04-101055-6   | 石垣島マーペーの謎 莉子の復活とコピアの正体              |                     |
| 2                                | 万能鑑定士Qの謎解き      | 2014年05月25日      | 978-4-04-101625-1   | 中国偽物製造集団との対決 Qシリーズ20巻 Q＆α25巻記念作    |                     |
| 3                                | 万能鑑定士Qの最終巻      | 2016年08月15日      | 978-4-06-293474-9   | サブタイトル「ムンクの<叫び>」。Qシリーズ完結編          |                     |
| 特等添乗員αの難事件              |                          |                     |                     |                                                          |                     |
| 1                                | 特等添乗員αの難事件 I    | 2012年02月25日      | 978-4-04-100202-5   | タヒチ ヒスイの聖母                                      |                     |
| 2                                | 特等添乗員αの難事件 II   | 2012年06月25日      | 978-4-04-100245-2   | 香港 横領着服事件                                        |                     |
| 3                                | 特等添乗員αの難事件 III  | 2013年02月22日      | 978-4-04-100529-3   | 壱条家スキャンダル                                       |                     |
| 4                                | 特等添乗員αの難事件 IV   | 2013年06月25日      | 978-4-04-100882-9   | ハワイ 0円旅行美女と対決                                 |                     |
| 5                                | 特等添乗員αの難事件 V    | 2014年02月25日      | 978-4-04-101239-0   | シンジケートの御曹司                                     |                     |
| 6                                | 特等添乗員αの難事件 VI   | 2021年02月25日      | 978-4-04-111157-4   | 韓国ソウルを舞台にK-POPミステリ                          |                     |
| 探偵の鑑定                       |                          |                     |                     |                                                          |                     |
| 1                                | 探偵の鑑定 I             | 2016年03月15日      | 978-4-06-293349-0   | 凜田莉子と『探偵の探偵』の紗崎玲奈が出会うクロスオーバー |                     |
| 2                                | 探偵の鑑定 II            | 2016年04月15日      | 978-4-06-293350-6   | 『探偵の探偵』シリーズ完結 『万能鑑定士Qの最終巻』へ続く |                     |

※『万能鑑定士Qの最終巻』『探偵の鑑定I・II』は講談社文庫
※公式に『探偵譚』『謎解き』『最終巻』で最終3部作、クロスオーバー作品も含めた場合『探偵譚』『謎解き』『探偵の鑑定I』『探偵の鑑定II』『最終巻』で最終5
部作と呼ぶ。

## 関連本
| #            | タイトル            | 発売日         | ISBN              | 概要                                  |              |
| ファンブック | ファンブック        | ファンブック   | ファンブック      | ファンブック                          | ファンブック |
| ------------ | ------------------- | -------------- | ----------------- | ------------------------------------- | ------------ |
|              | 万能鑑定士Qの攻略本 | 2012年08月25日 | 978-4-04-100534-7 | 角川文庫編集部・編 松岡圭祐事務所・監 |              |

万能鑑定士Qの攻略本
ファンブックとして推理劇2巻までの各巻紹介、キャラクター紹介、用語集など。
万能鑑定士Qの特装本
神江ちずによる漫画版『万能鑑定士Qの事件簿』のキャンペーン景品として限定500部がプレゼントされた『万能鑑定士Qの特装本』（ばんのうかんていしキューのとくそうぼん、Special Book of All-Round Appraiser Q）。漫画版のキャンペーンであるが、神江による漫画のほか、松岡圭祐による小説『凜田莉子の一日』、小説版の表紙イラストを担当している清原紘によるイラスト、蒼崎律による漫画版『特等添乗員α』がすべて書き下ろしで収録されているほか、劇場版主演の綾瀬はるか、松坂桃李のインタビューも掲載されている。尚、小説『凜田莉子の一日』は時系列的には『万能鑑定士Qの謎解き』の直前にあたる。

## 漫画

### 万能鑑定士Qの事件簿
『ヤングエース』2013年2月号（2012年12月28日発売）から2017年3月号（2017年2月3日発売）まで『万能鑑定士Qの事件簿』のタイトルで連載された。漫画は神江ちずが担当（清原紘のキャラクター原案による）。
『万能鑑定士Qの攻略本』にも予告漫画が4ページ掲載されているが、これはあくまで告知用であり連載本編とは別物である。
2013年9月号・12月号・2014年4月号付で同誌アンケート1位を獲得した。
2013年8月3日、カドカワコミックス・エースより単行本が刊行開始されている。
単行本も原作同様、タイトルにローマ数字で巻数が表記されているが、各巻の内容は原作とシンクロしておらず注意が必要である。原作の1巻、2巻、6巻、9巻、11巻、7巻の順に漫画化されている。
2023年4月24日には合本版『万能鑑定士Qの事件簿 力士シール篇』が角川文庫より刊行。こちらには神江による描き下ろし特別編も巻末に掲載。
| #                        | タイトル                         | 発売日                   | ISBN                     | 概要                             |                          |
| 漫画:万能鑑定士Qの事件簿 | 漫画:万能鑑定士Qの事件簿         | 漫画:万能鑑定士Qの事件簿 | 漫画:万能鑑定士Qの事件簿 | 漫画:万能鑑定士Qの事件簿         | 漫画:万能鑑定士Qの事件簿 |
| ------------------------ | -------------------------------- | ------------------------ | ------------------------ | -------------------------------- | ------------------------ |
| 1                        | 万能鑑定士Qの事件簿 I            | 2013年08月02日           | 978-4-04-120783-3        | 力士シール〜イオナフーズ事件まで |                          |
| 2                        | 万能鑑定士Qの事件簿 II           | 2013年11月01日           | 978-4-04-120874-8        | 莉子の過去〜ハイパーインフレ騒動 |                          |
| 3                        | 万能鑑定士Qの事件簿 III          | 2014年03月04日           | 978-4-04-121012-3        | ハイパーインフレ事件解決まで     |                          |
| 4                        | 万能鑑定士Qの事件簿 IV           | 2014年05月26日           | 978-4-04-121117-5        | 雨森華蓮登場                     |                          |
| 5                        | 万能鑑定士Qの事件簿 V            | 2014年11月04日           | 978-4-04-101677-0        | 雨森華蓮との決着                 |                          |
| 6                        | 万能鑑定士Qの事件簿 VI           | 2015年04月04日           | 978-4-04-102913-8        | モナ・リザ篇                     |                          |
| 7                        | 万能鑑定士Qの事件簿 VII          | 2015年10月03日           | 978-4-04-102914-5        | モナ・リザ篇完結 京都音隠寺篇    |                          |
| 8                        | 万能鑑定士Qの事件簿 VIII         | 2016年03月31日           | 978-4-04-103932-8        | 京都音隠寺篇                     |                          |
| 9                        | 万能鑑定士Qの事件簿 IX           | 2016年12月03日           | 978-4-04-105229-7        | 音隠寺解決 ステファニー出版編    |                          |
| 10                       | 万能鑑定士Qの事件簿 X            | 2017年05月02日           | 978-4-04-105643-1        | ステファニー出版編完結           |                          |
| 角川文庫コミックス版     |                                  |                          |                          |                                  |                          |
| 1                        | 万能鑑定士Qの事件簿 力士シール篇 | 2023年04月24日           | 978-4-04-113724-6        | 力士シール事件                   |                          |

### 特等添乗員αの難事件
『月刊Asuka』2014年4月号（同年2月24日発売）より2015年4月号（同年2月24日発売）まで『特等添乗員αの難事件』のタイトルで連載された。漫画は蒼崎律が担当（清原紘のキャラクター原案による）。
連載第1回は巻頭カラー、第1話・第2話同時掲載で70ページ超。原作通り絢奈や那沖の他に、凜田莉子、小笠原悠斗、葉山翔太警部補らQシリーズの面々も登場している。
2014年5月26日より、あすかコミックスDXにて単行本が刊行されている。原作『特等添乗員αの難事件』第1巻を単行本3巻かけて漫画化した。
| #                        | タイトル                 | 発売日                   | ISBN                     | 概要                           |                          |
| 漫画:特等添乗員αの難事件 | 漫画:特等添乗員αの難事件 | 漫画:特等添乗員αの難事件 | 漫画:特等添乗員αの難事件 | 漫画:特等添乗員αの難事件       | 漫画:特等添乗員αの難事件 |
| ------------------------ | ------------------------ | ------------------------ | ------------------------ | ------------------------------ | ------------------------ |
| 1                        | 特等添乗員αの難事件 I    | 2014年05月26日           | 978-4-04-121129-8        | 絢奈と那沖の出会い〜添乗員試験 |                          |
| 2                        | 特等添乗員αの難事件 II   | 2014年11月04日           | 978-4-04-101672-5        | 添乗員になった絢奈活躍の日々   |                          |
| 3                        | 特等添乗員αの難事件 III  | 2015年04月04日           | 978-4-04-102775-2        | 完結編 タヒチ島事件解決        |                          |

## TVCM
2011年春より、『事件簿』篇第8巻と第9巻のCMが角川書店提供枠でオンエアされている。ナレーションは原由実。
2012年秋からは、『推理劇』『短編集』までを含めた『万能鑑定士Qシリーズ』のTVCMとして16:9HDに作り替えられた。途中、莉子の目が開くアニメーションのカットが追加され、ラストカットには「映画化決定」と出る。10月27日のTBS『王様のブランチ』枠を皮切りに放送が開始された。
2012年11月17日から30日まで『任侠ヘルパー』公開の映画館で、本編上映前のシネアドとして上記16:9HD版CMが上映された。上映館は札幌シネマフロンティア、新宿ピカデリー、ヒューマントラストシネマ渋谷、横浜ブルク13の他、TOHOシネマズ（船橋ららぽーと・名古屋ベイシティ・梅田・なんば）、シネプレックス（平塚・幕張・幸手・新座・わかば・水戸・つくば・岡崎・枚方・小倉・熊本）。
2013年11月30日からは『劇場版 SPEC〜結〜 爻ノ篇』公開の映画館で、本編上映前のシネアドとして上映。16:9版のラストカットが『探偵譚』に変わったもの。上映館は札幌シネマフロンティア、ユナイテッド・シネマ(札幌、としまえん、キャナルシティ13)、新宿ピカデリー、新宿バルト9、MOVIX(亀有、さいたま)、イオンシネマ(みなとみらい、新百合ヶ丘)、TOHOシネマズ(六本木ヒルズ、渋谷、錦糸町、府中、ららぽーと横浜、海老名、流山おおたかの森、梅田、なんば)、川崎チネチッタ、ミッドランドスクエアシネマ。
2013年1月2日のTBS『JIN-仁-』でも16:9HD版『映画化決定』CMが2度にわたり放送された他、TOKYO MXテレビのアニメ枠（共に角川書店提供）、JRトレインチャンネルなどでも頻繁に放送されている。

## 映画『万能鑑定士Q -モナ・リザの瞳-』
『万能鑑定士Q -モナ・リザの瞳-』は、シリーズ第9巻『万能鑑定士Qの事件簿IX』を原作にした映画化作品である。一作単体で作品とするため、『事件簿I』からいくつかの要素を織り込み脚色している。日本映画初のルーヴル美術館内本格ロケが敢行された。同館内での外国映画のロケ自体『ダ・ヴィンチ・コード』（2006年）以来となる。

### あらすじ（映画）
ダ・ヴィンチの名画『モナ・リザ』が40年ぶりに日本にやってくることになった。さる事件によりルーヴルのアジア圏代理人兼調査員である朝比奈尚幸（村上弘明）の信頼を得ていた、万能鑑定士Qなる店の女主人、凜田莉子（綾瀬はるか）が臨時学芸員の採用試験に招かれる。事件以来、莉子に関心を持ち密着取材を続行中の雑誌記者小笠原悠斗（松坂桃李）もパリへ同行。莉子はルーヴル美術館で実施された採用テストに無事パスし、しだいに小笠原への理解も深めていく。莉子は同様にテストに受かった流泉寺美沙（初音映莉子）とともに帰国、特別講義に出席する。しかしそこには不可解な謎と、その奥に潜む巨大な陰謀があった。

### キャスト
- 凜田莉子 - 綾瀬はるか
- 小笠原悠斗 - 松坂桃李
- 流泉寺美沙 - 初音映莉子
- リシャール・ブレ - ピエール・ドゥラドンシヤン
- 荻野甲陽 - 橋本じゅん
- 山田聡 - 村杉蝉之介
- 喜屋武友禅 - 児嶋一哉（アンジャッシュ）
- 江来香織 - 角替和枝
- 朝比奈尚幸 - 村上弘明
- リサイクルショップの店員・桜 - 榮倉奈々（友情出演）[注 7]

### スタッフ
- 監督：佐藤信介
- 企画プロデュース： 平野隆
- エグゼクティブプロデューサー： 濱名一哉
- 原作：松岡圭祐「万能鑑定士Qの事件簿」シリーズ
- 脚本：宇田学
- 音楽：羽深由理、大間々昂
- 音楽プロデューサー：志田博英
- プロデューサー：下田淳行、辻本珠子
- アソシエイトプロデューサー：山田昌伸、原公男
- ラインプロデューサー：及川義幸
- ユニットプロデューサー：大崎裕伸
- 撮影監督：河津太郎
- 美術：斎藤岩男
- 絵画制作：塙雅夫
- 装飾：篠田公史、大坂和美
- スクリプター：田口良子
- 編集：加藤ひとみ
- VFXスーパーバイザー：ツジノミナミ
- ガファー：中野創平
- 操演：関山和昭
- 衣装：宮本まさ江
- ヘア・メイク：本田真理子
- 製作担当：高瀬大樹
- 制作プロダクション：ツインズジャパン
- 配給：東宝
- 製作：映画「万能鑑定士Q」製作委員会（TBSテレビ、KADOKAWA、東宝、ホリプロ、ツインズジャパン、中部日本放送、毎日放送、WOWOW、RKB毎日放送、北海道放送、GYAO）

### パリプレミア
2014年4月24日のジャパンプレミアに引き続き、5月5日午後8時（現地時間）フランスパリのルーヴル美術館内オーディトリアムにてパリプレミアが開催され、綾瀬はるかと佐藤信介監督が舞台挨拶に登壇した。レセプションパーティーやフランスマスコミへの記者会見にも参加。観客からは「リズムやサスペンスがあって『ダ・ヴィンチ・コード』以上の素晴らしい作品だと思う」「綾瀬はるかと初音映莉子、二人の女優のライバル関係が素晴らしかった」「ドラマチックで見始めたら惹きこまれる作品」「サスペンスあり、笑いありの作品で美術や装飾も素晴らしかった」との好評を得た。

### 封切り
全国300スクリーンで公開され、2014年5月31日、6月1日の初日2日間で興収1億4018万9800円、動員11万9558人になり、映画観客動員ランキング（興行通信社調べ）で初登場第5位となった。

### DVD
DMM.comの邦画サスペンス部門で、月額DVDレンタルの月間1位を記録した。2位以下は『私の男』『MONSTERZ モンスターズ』『白ゆき姫殺人事件』。7位にもブルーレイ版がランクインしている。
2015年度TSUTAYA年間ランキング邦画部門でベストテン入りした。

### テレビ放送
| 回数 | テレビ局 | 番組名（放送枠名） | 放送日        | 放送時間      | 放送分数 | 視聴率 |
| ---- | -------- | ------------------ | ------------- | ------------- | -------- | ------ |
| 1    | TBS      |                    | 2016年2月21日 | 25:50 - 28:00 | 130分    | 1.8%   |

- 視聴率はビデオリサーチ調べ、関東地区・世帯・リアルタイム。

## スピンオフ短編ムービー

### mini 万能鑑定士Q お店の名前
2014年5月24日TBS系『万能鑑定士Q モナ・リザの瞳 公開記念 〜凜田莉子さえも知らない世界〜』で放送され、27日よりネット配信されたスピンオフ短編ムービー。専用サイトが設けられているが配信元はYouTubeであり無料で視聴できる。凜田莉子が店を開いた直後を描いているものの、同様のシチュエーションをテーマにした原作『万能鑑定士Qの事件簿X』との直接のつながりはなく、ストーリーもオリジナルである。映画版と同じく佐藤信介監督が演出にあたる点や、タイトルにminiとつけられている点、特番枠での放送とその後のネット配信は『図書館戦争』の展開に似通っているが、『mini図書館戦争』に主役級のメインキャストが一切出演していないのに対し、本作では映画本編の主演である綾瀬はるかが凜田莉子として登場する。DVD/Blu-rayソフトにも特典映像として収録されている。
キャスト
- 凜田莉子 - 綾瀬はるか
- 石川シホ - 草村礼子
- 喜屋武友禅 - 児嶋一哉(アンジャッシュ)
- 客A - 佐野ひなこ
- 客B - 杉山彦々
- 客C - 池谷のぶえ
- 客D - 宇田学(友情出演)

スタッフ
- 企画プロデュース - 平野隆 辻本珠子
- 監督 - 佐藤信介
- プロデューサー - 山田昌伸
- 共同プロデューサー - 河津太郎 鈴木悦子
- 撮影 - 与那覇政之
- 撮影助手 - 清井俊樹 大竹正悟 鈴木宏侑
- 録音 - 大塚学
- 装飾 - 篠田公史 野上淳子
- スクリプター - 田口良子
- 編集 - 加藤ひとみ
- 音楽プロデュース - 志田博英
- 選曲・効果 - 稲川壮
- 衣裳 - 宮本まさ江
- 衣裳助手 - 佐藤美幸
- ヘアメイク - 細川昌子 金沙知
- 助監督 - 松本動
- 制作部 - 鷲山伸人 植田知弘
- 車輛 - 中村隆志 吉田庸
- スチール - 福永晋吾
- 協力プロデューサー - 川村誠
- アシスタントプロデューサー - 武重裕子
- 音楽 - 羽深由理 大間々昴
- 原作 - 松岡圭祐
- 企画・制作 - Angle Pictures
- 製作 - 映画「万能鑑定士Q」製作委員会

## 各種イベント
万能鑑定士Q 真贋鑑定テスト
富士急ハイランドでの映画とのコラボイベント。2014年5月3日(祝) - 6月8日(日)実施。入園時に「鑑定ブック」が無償配布。それを参考に、園内4か所の鑑定ポイントで4枚1セットの絵から、それぞれ本物を1枚ずつ選び出す。4つの鑑定テストをすべて正解すると最終ステージ『モナ・リザの間』に行き着ける。最後の鑑定テストに合格すると抽選でプレゼントが当たる。
リアル謎解きゲーム 万能鑑定士Q 神奈川県庁の秘密 〜第二の知事室の謎〜
神奈川県庁本庁舎を特別に一般開放し2014年5月17日・18日に実施。運営はDAS。凜田莉子に届いた黒岩祐治神奈川県知事からの依頼に沿って、参加キットに描かれた謎を解き明かし、庁舎内を巡りながら隠された手がかりを見つけていく。
109シネマズ×『万能鑑定士Q -モナ・リザの瞳-』鑑定Quizキャンペーン
全国の109シネマズで上映前に綾瀬はるか出演の特別映像が流れ、観客に趣旨が伝えられた上で出題がある。スクリーンに表示された映画ポスター2枚のうち、正しいと思う方を選びサイトから応募。抽選で関連グッズが当たる。
『万能鑑定士Q -モナ・リザの瞳-』ルーヴル美術館鑑賞ラリー
徳島の大塚国際美術館にて2014年5月31日より、映画公開期間中開催。館内にあるルーヴルの複製画六点を巡り、観察眼と推理力でキーワードを導き出す。正解者先着500人にモナ・リザのポストカードとペンセットがプレゼントされる。同館には「モナ・リザ」の複製画も展示されており記念撮影も可。
本物を鑑定せよ!! 万能鑑定士Q州
キャナルシティ博多、熊本パルコ、イオンモール宮崎で2014年5月24日から6月22日、アミュプラザ長崎で5月31日から6月22日の期間中、4枚の『モナ・リザ』パネルを展示。本物と同一の絵は一枚だけで、正解すれば映画関連グッズがプレゼントされる。ネット上で回答し応募もできる。

### 注記
1. ↑  8巻以降より用いられている。このキャッチフレーズは『本の雑誌』（本の雑誌社）のオビミシュランで2つ星を獲得した。7巻までの綴じこみチラシの売り文句は「殺人なき新感覚ヒューマンミステリー」。
2. ↑  『事件簿II』から『事件簿IV』は1か月、『推理劇IV』から『謎解き』は3か月の刊行ペースである。
3. ↑  一例として2011年12月25日発売の『推理劇』1巻で、同月に発表され、21日に発売されたばかりであったSMAPの楽曲「僕の半分」の名称が登場している。
4. ↑  『事件簿』10巻で明確に説明される。
5. ↑  巻末広告、奥付などを含む
6. ↑  この時点ではまだ発表はなかったが、綾瀬はるか主演作繋がりによる決定だった。
7. ↑  原作のキャラクターである瀬戸内楓役とする文献もあるが、公式には楓とは別のオリジナルキャラ桜である。
8. ↑  同番組が1時間枠だった関東他一部地域で放送。30分枠だった地域では未放送。
9. ↑  映画版のシーン流用
10. ↑  映画版のサウンドトラック流用